# Fear
Fear es una banda estadounidense de punk que fue formada en 1977, y todavía sigue activa. Considerada como una de las bandas que dio forma al estilo musical hardcore punk, la banda comenzó como una parte más de los inicios de la escena punk de California, y ganó notoriedad a nivel nacional tras su actuación en 1981 en el programa de televisión Saturday Night Live.
El líder de la banda, Lee Ving, ha sido el único miembro fijo de Fear. Desde su formación, la banda ha realizado varios cambios y en una ocasión llegó a contar con Flea, de Red Hot Chili Peppers, en el bajo.

## Actuación enSaturday Night Live
La noche de Halloween de 1981, Fear se presentó en el estudio donde grababan el show Saturday Night Live, invitados por John Belushi, quien era un gran admirador de ellos. Belushi había presionado a la producción para que el grupo pudiera presentarse en el show, y durante la actuación se encargó de llevar como audiencia al show a algunos de los miembros de la pandilla de Nueva York «Los Cro-Mags» y a Tesco Vee de los «Meatmen». Esta mezcla sería comentada después por Ving, diciendo que «era una audiencia tan actual para el punk como el Sr y la Sra Missouri».
Durante la transmisión, las citadas personas comenzaron a hacer destrozos en el set y las instalaciones, tal cual se hacía en los conciertos y presentaciones punk de la época. El propio Belushi participó en ellos, provocando entre todos destrozos por varios miles de dólares durante el breve periodo de tiempo en el que el grupo interpretó apenas tres rápidos temas al mismo tiempo que se mofaban de su propia audiencia.
Fue en estos destrozos cuando el productor de Saturday Night Live Dick Ebersol resultó herido en el pecho por el golpe de una calabaza, también dañaron equipo y durante la canción final «Let’s Have a War», un miembro de la audiencia (Ian MacKaye) tomó el micrófono y grito «Fuck New York!» (traducido como «¡Jódete, Nueva York!»). Esta acción escandalizó a los productores de la NBC, quienes interrumpieron la transmisión y emitieron en su lugar una repetición de hacía varios años atrás. El New York Times citaría a un empleado de la NBC que rechazó dar su nombre, el cual dijo: «Fue una situación verdaderamente aterradora. Todos estaban locos. Lo sorprendente es que no muriera nadie.» El diario aseguraba también que los daños al set en el Rockefeller Center alcanzaban los $400,000 dólares.
Como consecuencia de esos actos, la banda fue vetada para futuras apariciones en la NBC.

## Discografía

### Álbumes de estudio
- Paradise Studio Demos (Unreleased) (1978)
- The Record (1982)
- More Beer (1985)
- Live...For The Record (1991)
- Have Another Beer With FEAR (1995)
- American Beer (2000)

### Sencillos
- "Now You're Dead/I Love Livin' In The City» (1978) - Slash Records
- «Fuck Christmas» (1982)
- «Have Yourself a Merry Little Christmas» (2011)

### Bandas sonoras
- The Decline of Western Civilization (1981)
- Class of 1984 (1982)
- Get Crazy (1983)
- Nightmares (1983)
- Repo Man (1984)
- SLC Punk! (1998)
- Green Room (2015)